# Cafestol

Structuurformule van cafestol

Cafestol is een diterpeen molecuul dat van nature aanwezig is in koffiebonen en dat effect heeft op het cholesterol in het bloed.  

## Aanwezigheid in koffie
Een doorsnee arabica koffieboon bevat ongeveer 0,6% cafestol over het hele gewicht. Arabicabonen bevatten meer terpenoiden dan robustabonen. De verschillen zijn echter klein.
Cafestol is in grote hoeveelheden aanwezig in ongefilterde koffiesoorten zoals Turkse koffie en koffie gezet met een cafetière. Hoe beter koffie gefilterd is, des te minder cafestol het bevat. In filterkoffie, gezet met een papieren koffiefilter is cafestol slechts in geringe hoeveelheid aanwezig. Hetzelfde geldt voor koffie gemaakt van koffiepads, gezet met een percolator. Ook oploskoffie bevat weinig cafestol. Dat betekent dat espressokoffie, of koffie direct gemaakt van gemalen bonen meer cafestol bevat.  
Een kopje filterkoffie of koffie gemaakt van een koffiepad bevat gemiddeld 0,1 mg cafestol. Kookkoffie bevat 3-6 mg cafestol per kopje. Een kopje espressokoffie zit hier tussenin en bevat gemiddeld 1-2 mg cafestol.

## Gezondheidseffecten
Cafestol werkt verhogend op het gehalte LDL-cholesterol. Te veel LDL-cholesterol in het bloed verhoogt de kans op een hartaanval of beroerte. Voor gezonde mensen bestaat er geen bezwaar tegen (matig) koffieverbruik van 4-5 koppen per dag,
Het effect wordt veroorzaakt doordat cafestol de galwerking van de lever misleidt. Er wordt minder galzuur afgescheiden zodat de lever minder cholesterol kan verwerken. Daardoor komt er meer cholesterol in het bloed terecht. In medische termen: Cafestol fungeert als agonist voor receptoren die de cholesterol homeostase reguleren.
Volgens onderzoek uit 2020 of eerder blijkt dat cafestol de sterkste cholesterolverhogende stof is die in het westers dieet voorkomt. Binnenkrijgen van 10 mg cafestol per dag gedurende 4 weken verhoogt het totale cholesterolgehalte met 0,13 mmol/l. Het gemiddelde gehalte van cholesterol bedraagt 5,5 mmol/l. De verhoging treedt vooral op bij het (slechte) LDL-cholesterol, de concentratie van het (goede) HDL cholesterol blijft ongeveer constant of toont een kleine daling. Het lichaam kan zich bij langdurige blootstelling aan cafestol deels aanpassen. Als iemand ophoudt met koffiedrinken wordt het cholesterolgehalte verlaagd op termijn.

## Wetenswaardigheden
Naast cafestol bevatten koffiebonen ook het diterpeen kahweol, dat ook het cholesterolgehalte verhoogt.